# Eritrejská první fotbalová liga
Eritrejská první fotbalová liga je nejvyšší fotbalová soutěž v Eritreji. Liga byla založena v roce 1994, krátce po získání nezávislosti země na Etiopii. V letech 1953 až 1993 eritrejské týmy hrály nejvyšší etiopskou fotbalovou soutěž, přičemž v ní zvítězily celkem devětkrát.
Eritrejská první fotbalová liga spadá pod CAF – africký fotbalový svaz.

## Mistrovské tituly
- 1994: není známo
- 1995: Red Sea FC (Asmara)
- 1996: Adulis Club (Asmara)
- 1997: Al Tahrir (Asmara)
- 1998: Red Sea FC (Asmara)
- 1999: Red Sea FC (Asmara)
- 2000: Red Sea FC (Asmara)
- 2001: Hintsa (Asmara)
- 2002: Red Sea FC (Asmara)
- 2003: Anseba SC (Keren)
- 2004: Adulis Club (Asmara)
- 2005: Red Sea FC (Asmara)
- 2006: Adulis Club (Asmara)
- 2007: Al Tahrir (Asmara)
- 2008: Asmara Brewery (Asmara)
- 2009: Red Sea FC (Asmara)
- 2010: Red Sea FC (Asmara)